# Aroma of happiness
『Aroma of happiness』（アロマ・オブ・ハピネス）は、今井麻美の2枚目のオリジナルアルバム。2011年11月30日に5pb.Recordsから発売された。販売元はアニプレックス。

## 概要
前作同様BD付き数量限定盤、DVD付き初回限定盤、通常盤の3形態で発売され、数量限定盤には表題曲のPVとメイキングを収録したDVDが同梱されている。
表題曲の「Aroma of happiness」は、当初は「グリム童話のようなイメージで作ってくれ」と依頼されたが、その後「ライブで盛り上がれる曲」を経て「釣られて笑ってしまうようなニヤニヤできる曲」に落ち着いた。
また、「サ・ヨ・ナ・ラ」の作詞については、『STEINS;GATE』で演じた牧瀬紅莉栖の気持ちで作詞したとされる。
なお、本作をアニメイト、ゲーマーズにて2011年9月17日から10月7日までに予約すれば、3rdソロライブ招待券とiPhoneカバーが当たる抽選応募ハガキが送付されるキャンペーンが実施された。

### キャッチコピー
オレンジの香りに乗せて、笑顔をあなたに…

## 収録内容
CD
1. Aroma of happiness
作詞：今井麻美、作曲：濱田智之、編曲：伊藤俊
  - テレビ東京系『アニソンぷらす』2011年11月度オープニングテーマ
2. フレーム越しの恋 [4:25]
作詞：濱田智之、作曲：藤間仁、編曲：幡手康隆
  - OVA『眼鏡なカノジョ』オープニングテーマ
3. Kissing a dream [3:36]
作詞：金山香、作曲：濱田智之、編曲：南利一
  - PSP用ソフト『大正野球娘。〜乙女達乃青春日記〜』オープニングテーマ
4. 海と空と君と
作詞：今井麻美、作曲・編曲：濱田智之
  - Webラジオ『今井麻美のSinger Song Gamer』イメージソング
5. Promised Land
作詞：加藤碧、作曲：桐岡麻季、編曲：伊藤俊
  - Xbox 360用ソフト『DUNAMIS15』エンディングテーマ
6. Faraway〜最後の夢〜
作詞：林宏次、作曲・編曲：鳥海剛史
  - ハンゲーム『プラネットフロンティア』オープニングテーマ
7. サ・ヨ・ナ・ラ
作詞：今井麻美、作曲・編曲：濱田貴司
8. DEPARTURE
作詞・作曲：濱田智之、編曲：南利一
  - PSP用ソフト『白銀のカルと蒼空の女王』オープニングテーマ
9. 花の咲く場所
作詞：森由里子、作曲：濱田智之、編曲：伊藤俊
  - PSP用ソフト『コープスパーティー Book of Shadows』オープニングテーマ
10. 夢のMAHOROBA
作詞：NECCI、作曲：濱田智之、編曲：真下正樹
11. 想いの羽根〜Angelic White〜
作詞：HIROMI、作曲：濱田智之、編曲：南利一
  - PSP用ソフト『白衣性恋愛症候群』オープニングテーマ
12. 遠雷
作詞：濱田智之、作曲・編曲:酒井陽一
  - Xbox 360用ソフト『Ever17』エンディングテーマ
13. 雪原のカルマ〜Snow Storm〜
作詞：森由里子、作曲：濱田智之、編曲：酒井陽一

Blu-ray / DVD
1. Aroma of happiness MV
2. 花の咲く場所 MV
3. Aroma of happiness MV-making-
4. regret（2010.12.25 at Shibuya WWW）
5. PSP用ソフト「コープスパーティー Book of Shadows」オープニングムービー
6. PSP用ソフト「白銀のカルと蒼空の女王」オープニングムービー
7. PSP用ソフト「白衣性恋愛症候群」オープニングムービー